# Hinoemata, Fukushima
Hinoemata (檜枝岐村 Hinoemata-mura) là làng thuộc huyện Minamiaizu, tỉnh Fukushima, Nhật Bản. Tính đến ngày 1 tháng 10 năm 2020, dân số ước tính của làng là 504 người và mật độ dân số là 1,3 người/km2. Tổng diện tích của làng là 390,5 km2.

## Địa lý

### Đô thị lân cận
- Fukushima
  - Tadami
  - Minamiaizu
- Niigata
  - Uonuma
- Gunma
  - Katashina
- Tochigi
  - Nikkō

### Khí hậu
| Dữ liệu khí hậu của Hinoemata, Fukushima | Dữ liệu khí hậu của Hinoemata, Fukushima | Dữ liệu khí hậu của Hinoemata, Fukushima | Dữ liệu khí hậu của Hinoemata, Fukushima | Dữ liệu khí hậu của Hinoemata, Fukushima | Dữ liệu khí hậu của Hinoemata, Fukushima | Dữ liệu khí hậu của Hinoemata, Fukushima | Dữ liệu khí hậu của Hinoemata, Fukushima | Dữ liệu khí hậu của Hinoemata, Fukushima | Dữ liệu khí hậu của Hinoemata, Fukushima | Dữ liệu khí hậu của Hinoemata, Fukushima | Dữ liệu khí hậu của Hinoemata, Fukushima | Dữ liệu khí hậu của Hinoemata, Fukushima | Dữ liệu khí hậu của Hinoemata, Fukushima |
| Tháng                                    | 1                                        | 2                                        | 3                                        | 4                                        | 5                                        | 6                                        | 7                                        | 8                                        | 9                                        | 10                                       | 11                                       | 12                                       | Năm                                      |
| ---------------------------------------- | ---------------------------------------- | ---------------------------------------- | ---------------------------------------- | ---------------------------------------- | ---------------------------------------- | ---------------------------------------- | ---------------------------------------- | ---------------------------------------- | ---------------------------------------- | ---------------------------------------- | ---------------------------------------- | ---------------------------------------- | ---------------------------------------- |
| Cao kỉ lục °C (°F)                       | 10.3 (50.5)                              | 14.0 (57.2)                              | 17.5 (63.5)                              | 25.2 (77.4)                              | 29.6 (85.3)                              | 31.2 (88.2)                              | 32.5 (90.5)                              | 32.5 (90.5)                              | 31.1 (88.0)                              | 26.9 (80.4)                              | 22.0 (71.6)                              | 19.7 (67.5)                              | 32.5 (90.5)                              |
| Trung bình ngày tối đa °C (°F)           | −0.1 (31.8)                              | 0.9 (33.6)                               | 4.8 (40.6)                               | 11.5 (52.7)                              | 18.5 (65.3)                              | 21.8 (71.2)                              | 25.2 (77.4)                              | 26.3 (79.3)                              | 21.8 (71.2)                              | 15.8 (60.4)                              | 9.7 (49.5)                               | 3.2 (37.8)                               | 13.3 (55.9)                              |
| Trung bình ngày °C (°F)                  | −3.8 (25.2)                              | −3.5 (25.7)                              | −0.2 (31.6)                              | 5.3 (41.5)                               | 11.7 (53.1)                              | 15.8 (60.4)                              | 19.6 (67.3)                              | 20.3 (68.5)                              | 16.2 (61.2)                              | 10.1 (50.2)                              | 4.2 (39.6)                               | −1.0 (30.2)                              | 7.9 (46.2)                               |
| Tối thiểu trung bình ngày °C (°F)        | −7.6 (18.3)                              | −7.9 (17.8)                              | −4.7 (23.5)                              | 0.5 (32.9)                               | 5.6 (42.1)                               | 10.7 (51.3)                              | 15.3 (59.5)                              | 15.9 (60.6)                              | 12.0 (53.6)                              | 5.6 (42.1)                               | 0.0 (32.0)                               | −4.8 (23.4)                              | 3.4 (38.1)                               |
| Thấp kỉ lục °C (°F)                      | −18.7 (−1.7)                             | −18.2 (−0.8)                             | −17.0 (1.4)                              | −10.2 (13.6)                             | −4.0 (24.8)                              | 2.0 (35.6)                               | 5.4 (41.7)                               | 6.6 (43.9)                               | −0.2 (31.6)                              | −5.1 (22.8)                              | −10.0 (14.0)                             | −16.0 (3.2)                              | −18.7 (−1.7)                             |
| Lượng Giáng thủy trung bình mm (inches)  | 131.3 (5.17)                             | 114.9 (4.52)                             | 91.6 (3.61)                              | 80.2 (3.16)                              | 89.5 (3.52)                              | 121.8 (4.80)                             | 207.4 (8.17)                             | 166.9 (6.57)                             | 160.1 (6.30)                             | 155.1 (6.11)                             | 103.8 (4.09)                             | 145.5 (5.73)                             | 1.560 (61.42)                            |
| Lượng tuyết rơi trung bình cm (inches)   | 325 (128)                                | 281 (111)                                | 212 (83)                                 | 92 (36)                                  | 3 (1.2)                                  | 0 (0)                                    | 0 (0)                                    | 0 (0)                                    | 0 (0)                                    | 0 (0)                                    | 39 (15)                                  | 259 (102)                                | 1.221 (481)                              |
| Số ngày giáng thủy trung bình (≥ 1.0 mm) | 18.1                                     | 16.0                                     | 14.9                                     | 11.8                                     | 11.8                                     | 14.0                                     | 15.9                                     | 13.7                                     | 13.1                                     | 12.8                                     | 14.4                                     | 18.4                                     | 174.9                                    |
| Số ngày tuyết rơi trung bình (≥ 3 cm)    | 22.1                                     | 20.1                                     | 20.4                                     | 12.8                                     | 0.6                                      | 0                                        | 0                                        | 0                                        | 0                                        | 0                                        | 2.9                                      | 14.6                                     | 93.5                                     |
| Số giờ nắng trung bình tháng             | 48.8                                     | 68.0                                     | 106.1                                    | 137.2                                    | 178.2                                    | 132.5                                    | 133.5                                    | 151.3                                    | 115.4                                    | 109.8                                    | 92.9                                     | 64.2                                     | 1.337,8                                  |
| Nguồn: Cục Khí tượng Nhật Bản            |                                          |                                          |                                          |                                          |                                          |                                          |                                          |                                          |                                          |                                          |                                          |                                          |                                          |

## Giao thông

### Cao tốc/Xa lộ
- Quốc lộ 352
- Quốc lộ 401